# Ari Palolahti
Ari Petri Palolahti (Rovaniemi, 9 settembre 1968) è un ex fondista finlandese.

## Biografia
In Coppa del Mondo esordì il 27 gennaio 1995 a Lahti (82°) e ottenne la prima vittoria, nonché primo podio, il 10 dicembre 1997 a Milano.
In carriera prese parte a un'edizione dei Giochi olimpici invernali, Salt Lake City 2002 (53° nella 15 km, 20° nella sprint), e a due dei Campionati mondiali (4° nella sprint a Lahti 2001 il miglior risultato).

## Palmarès

### Coppa del Mondo
- Miglior piazzamento in classifica generale: 27º nel 1998
- 4 podi (3 individuali, 1 a squadre[1]):
  - 2 vittorie (1 individuale, 1 a squadre)
  - 2 terzi posti (individuali)

#### Coppa del Mondo - vittorie
| Data             | Località | Nazione   | Spec.                                                                           |
| ---------------- | -------- | --------- | ------------------------------------------------------------------------------- |
| 10 dicembre 1997 | Milano   | Italia    | SP TL                                                                           |
| 1º dicembre 2002 | Kuusamo  | Finlandia | MX 2x5 km + 2x10 km (con Annmari Viljanmaa, Pirjo Muranen e Teemu Kattilakoski) |

Legenda:

TL = tecnica libera

SP = sprint

MX = staffetta mista